# Piherarh
Piherarh (o Pisaras) è una municipalità del Distretto Oksoritod, di Chuuk, uno degli Stati Federati di Micronesia. 
Situato nella parte meridionale dell'atollo Namonuito, comprende l'isoletta Wabonoru, l'isola Pisaras, l'isola Pielimal e l'isoletta Weltot.  Ha una superficie di 0.80 km² e 325 abitanti.